# Arran Chaos
L'Arran Chaos è una struttura geologica della superficie di Europa.